# 알리세 바 쿤케

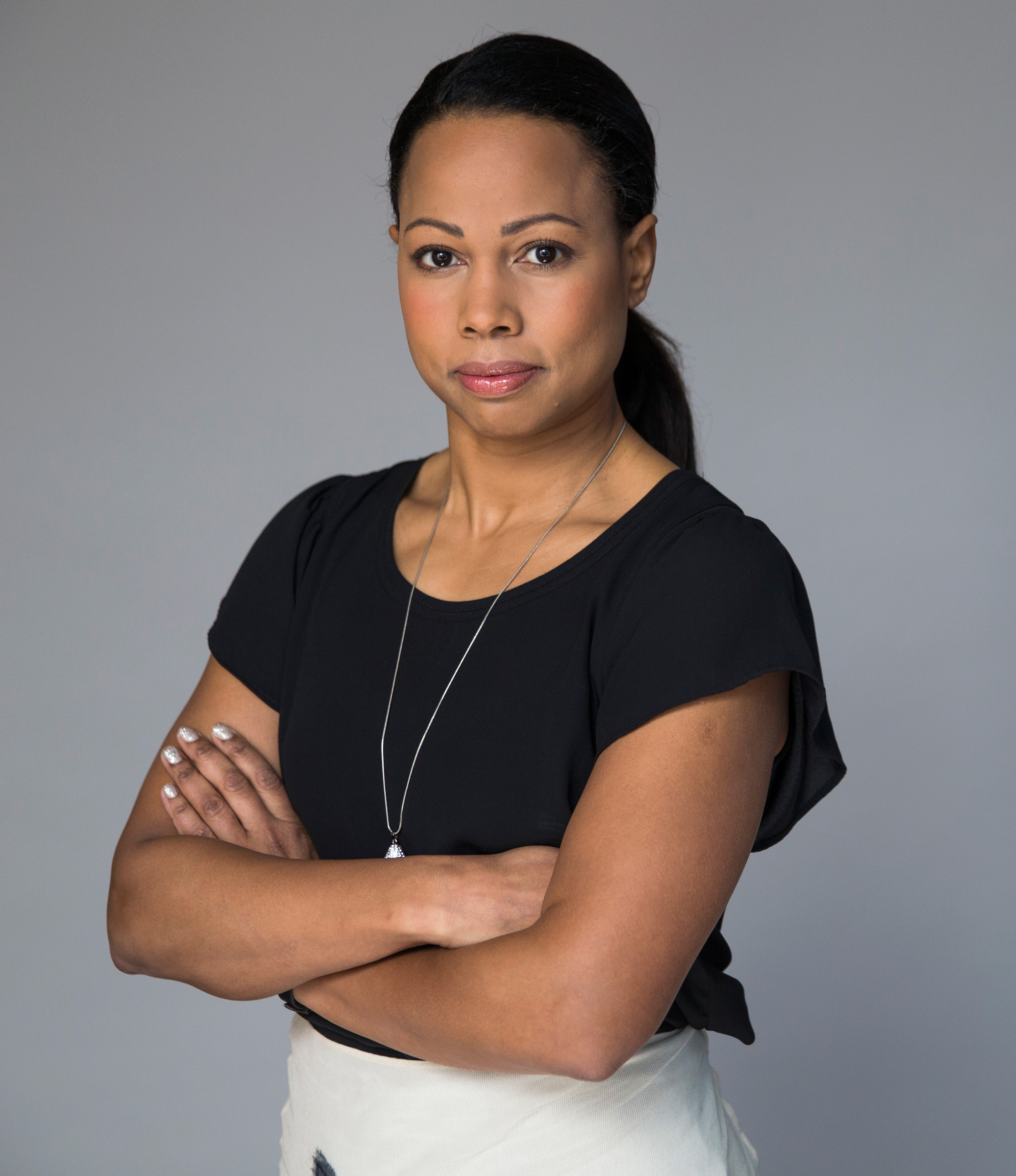
알리스 바 쿵케

알리스 바 쿵케(스웨덴어: Alice Bah Kuhnke, 1971년 12월 21일 ~ )는 스웨덴의 녹색당 정치인으로 2014년 10월 이래 문화부와 민주주의 장관을 지내왔다.

## 생애
말뫼에서 감비아인 아버지와 스웨덴인 어머니 사이에 태어나 스몰란드의 호르다에서 자라왔다.
벡셰에 있는 육상 중심의 고등학교를 다니며 200m가 주종목이었고 1980년대 후반 스웨덴에서 으뜸가는 여성 단거리달리기 선수로 꼽혔다.
텔레비전은 1992년 SVT의 디즈니 클럽부터 출연했다.  1998년과 1999년 사이에 TV4에서 자신의 토크쇼와 현재의 이벤트쇼 〈Kalla fatka〉를 비롯해 많은 프로그램을 진행했다.
정치학을 공부하러 방송을 떠나고 스웨덴 보험 회사 스칸디아에서 자선 사업의 기금을 이끌어왔다.  2004년부터 2007년까지 공정 거래의 기구 레트비세메르크트의 비서실장으로 일하였다.
2006년부터 2007년까지 스웨덴 교회 및 왕립 연극 극장 일원이었고 스웨덴 YMCA-YWCA의 부회장이었다.
2009년 9월 ÅF 기업의 사회적 책임과 환경 담당자를 맡았다. 그 직책과 더불어 작은 인터넷 웹디자인 회사 도베르만의 이사직도 맡았다.
2014년 10월 스테판 뢰벤 내각에서 문화부 장관으로 임명되었다.

## 개인 생활
1998년부터 2002년까지 텔레비전 명사 헨리크 욘손과 결혼 생활을 하였다.  2003년 그녀는 배우이자 가수인 요한네스 바 쿵케와 결혼하였다.